# Ritondo Sport Clube do Malanje
Der Ritondo Sport Clube do Malanje, meist nur Ritondo SC oder schlicht Ritondo genannt, ist ein Fußballverein aus Ritondo, einem Ortsteil der angolanischen Stadt Malanje.
Er trägt seine Heimspiele im 5.000 Zuschauer fassenden Estádio 1º de Maio aus.
Der Klub konnte bisher keine landesweiten Titel gewinnen (Stand 2014). Als größter Erfolg kann daher die Saison 2003 gelten. Der Klub stieg 2002 aus der zweiten Liga erstmals in die erste Spielklasse Angolas auf, den Girabola. Er beendete seine einzige Erstliga-Saison 2003 auf dem letzten Platz und stieg wieder in die zweite Liga ab, den Gira Angola. 2012 beendete er seine dortige Saison auf dem 9. Platz und stieg weiter ab.